# Khorsand
Khorsand (persiska: خرسند) är en ort i Iran.   Den ligger i provinsen Kerman, i den centrala delen av landet, 700 km sydost om huvudstaden Teheran. Khorsand ligger 1 864 meter över havet och antalet invånare är 7 847.
Terrängen runt Khorsand är lite kuperad.Runt Khorsand är det mycket glesbefolkat, med 7 invånare per kvadratkilometer. Närmaste större samhälle är Shahr-e Bābak, 5,0 km sydost om Khorsand. Trakten runt Khorsand är ofruktbar med lite eller ingen växtlighet.